# 터틀 제도 (술루해)

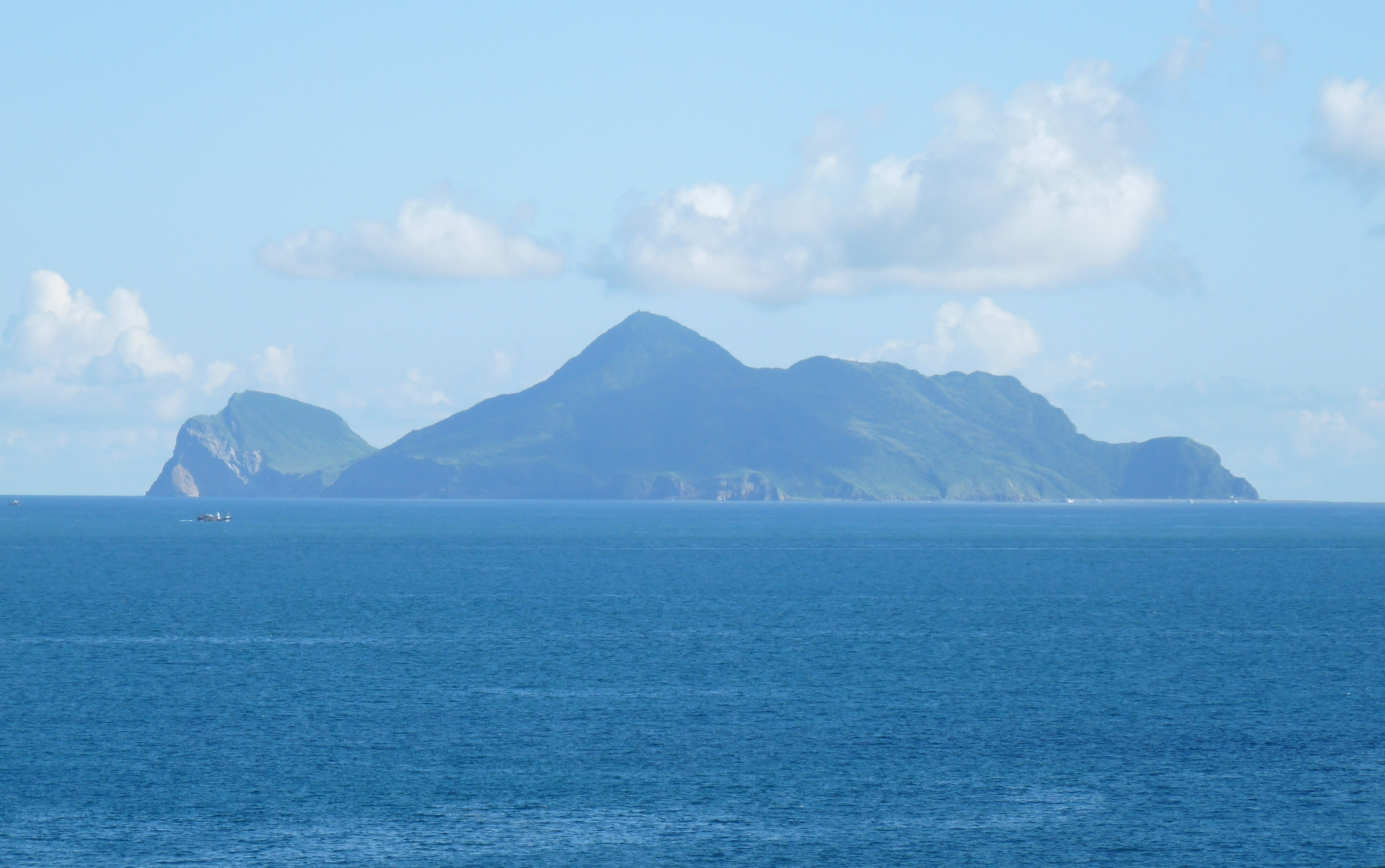
터틀 제도

터틀 제도(Turtle Islands)는 필리핀 타위타위주(7개 섬)와 말레이시아 사바주(3개 섬)으로 나뉜 제도이다. 푸른바다거북이 서식하여 필리핀은 필리핀령 터틀 제도 일부 지역을 터틀 제도 야생동물 보호구역(Turtle Islands Wildlife Sanctuary)으로, 말레이시아는 터틀 제도 국립공원(Turtle Islands National Park)으로 말레이령 전역을 보호하고 있다. 